# Открытый чемпионат Уханя по теннису
Открытый чемпионат Уханя — женский профессиональный международный теннисный турнир, проходящий осенью в китайском Ухане на хардовых кортах. Относится к серии WTA 1000 с призовым фондом около 3,2 миллионов долларов и турнирной сеткой, рассчитанной на 56 участниц в одиночном разряде и 28 пар.

## Общая информация
Турнир появился в календаре протура в 2014-м году в рамках небольшой переработки осеннего отрезка календаря, заполнив за пониженным в статусе призом в Токио место соревнования одной из старших премьер-категорий тогдашнего регулярного женского тура. Усилиями китайской федерации национальная часть календаря WTA в том году расширилась до десяти турниров, а соревнование в провинции Хубэй стало вторым по статусу в этом списке, уступая только пекинскому Открытому чемпионату страны. Одним из соображений, по которому в Ухане было устроено женское соревнование, стало то, что уроженкой этого города являлась тогдашняя сильнейшая теннисистка страны Ли На, накануне дебютного турнира завершившая свою профессиональную карьеру.
Первой чемпионкой одиночного соревнования стала чешка Петра Квитова (тогдашняя третья ракетка мира). Она же смогла в 2016 году выиграть турнир дважды. Первой трёхкратной победительницей одиночного турнира стала белоруска Арина Соболенко, которая победила в 2018, 2019 и 2024 годах. В парном разряде три раза турнир покорился Мартине Хингис, которая с разными партнёршами побеждала в 2014, 2015 и 2017 годах.

## Финалы турнира
| Год       | Чемпионка                                      | Финалистка                                     | Счёт                                           |
| --------- | ---------------------------------------------- | ---------------------------------------------- | ---------------------------------------------- |
| 2024      | Арина Соболенко (3)                            | Чжэн Циньвэнь                                  | 6-3 5-7 6-3                                    |
| 2020-2023 | Отменён из-за пандемии коронавирусной инфекции | Отменён из-за пандемии коронавирусной инфекции | Отменён из-за пандемии коронавирусной инфекции |
| 2019      | Арина Соболенко (2)                            | Алисон Риск                                    | 6-3 3-6 6-1                                    |
| 2018      | Арина Соболенко                                | Анетт Контавейт                                | 6-3 6-3                                        |
| 2017      | Каролин Гарсия                                 | Эшли Барти                                     | 6-7(3) 7-6(4) 6-2                              |
| 2016      | Петра Квитова (2)                              | Доминика Цибулкова                             | 6-1 6-1                                        |
| 2015      | Винус Уильямс                                  | Гарбинье Мугуруса                              | 6-3 3-0 — отказ                                |
| 2014      | Петра Квитова                                  | Эжени Бушар                                    | 6-3 6-4                                        |

| Год       | Чемпионки                                      | Финалистки                                     | Счёт                                           |
| --------- | ---------------------------------------------- | ---------------------------------------------- | ---------------------------------------------- |
| 2024      | Анна Данилина Ирина Хромачёва                  | Эйжа Мухаммад Джессика Пегула                  | 6-3 7-6(6)                                     |
| 2020-2023 | Отменён из-за пандемии коронавирусной инфекции | Отменён из-за пандемии коронавирусной инфекции | Отменён из-за пандемии коронавирусной инфекции |
| 2019      | Дуань Инъин Вероника Кудерметова               | Элизе Мертенс Арина Соболенко                  | 7-6(3) 6-2                                     |
| 2018      | Элизе Мертенс Деми Схюрс                       | Андреа Сестини Главачкова Барбора Стрыцова     | 6-3 6-3                                        |
| 2017      | Мартина Хингис (3) Чжань Юнжань                | Сюко Аояма Ян Чжаосюань                        | 7-6(5) 3-6 [10-4]                              |
| 2016      | Бетани Маттек-Сандс Луция Шафаржова            | Саня Мирза Барбора Стрыцова                    | 6-1 6-4                                        |
| 2015      | Саня Мирза Мартина Хингис (2)                  | Ирина-Камелия Бегу Моника Никулеску            | 6-2 6-3                                        |
| 2014      | Флавия Пеннетта Мартина Хингис                 | Кара Блэк Каролин Гарсия                       | 6-4 5-7 [12-10]                                |